# مرسيدس بنز دبليو 126
مرسيدس بنز دبليو 126 (بالإنجليزية: Mercedes-Benz W126)‏ هي سيارة أنتجت في 1979.